# Poluare

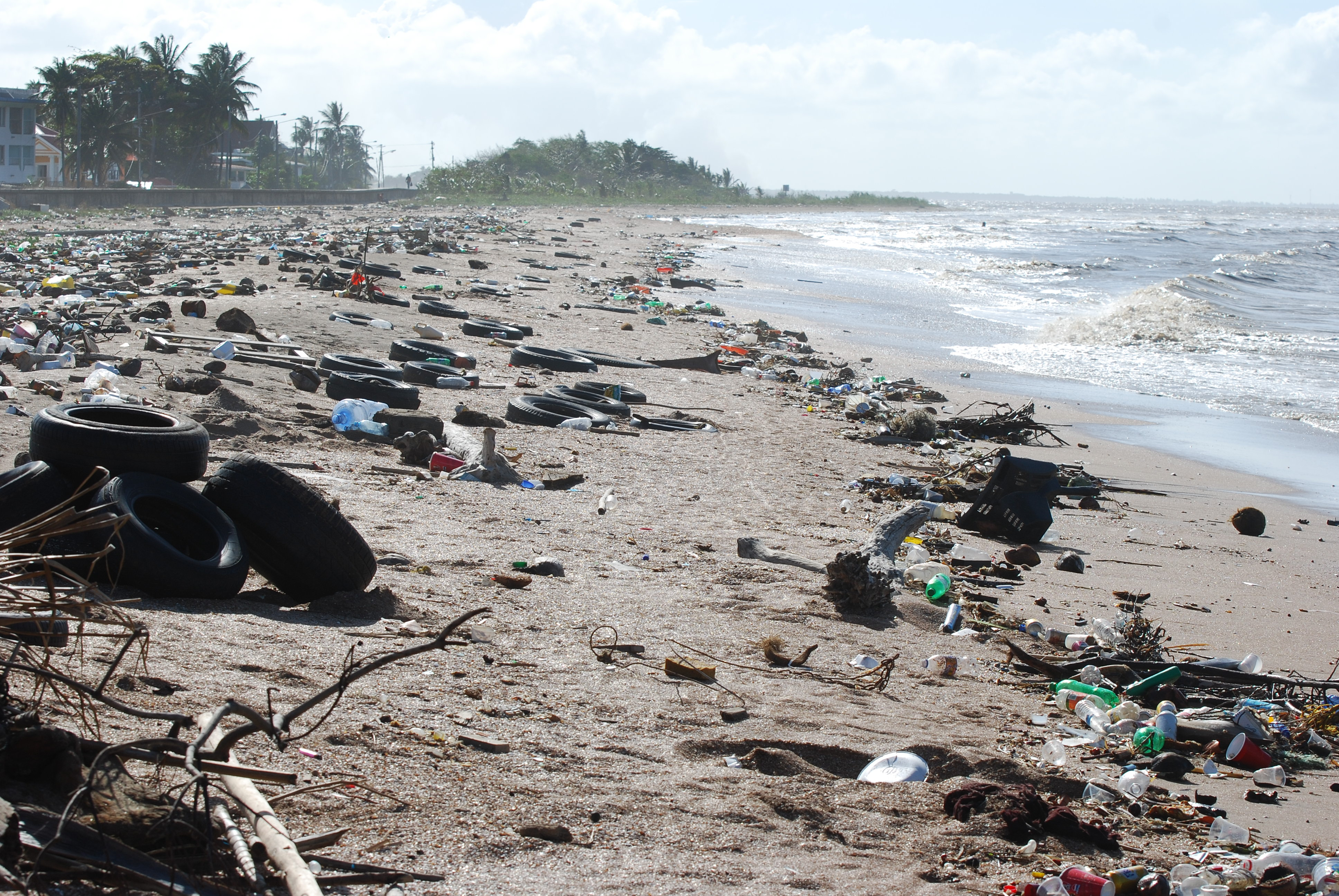
Problema gunoiului de pe coasta Guyanei, 2010

Poluarea reprezintă contaminarea mediului înconjurător cu materiale care afectează sănătatea umană, calitatea vieții sau funcția naturală a ecosistemelor (organismele vii și mediul în care trăiesc). Chiar dacă uneori poluarea mediului înconjurător este un rezultat al cauzelor naturale, cum ar fi erupțiile vulcanice, cea mai mare parte a substanțelor poluante provine din activitățile umane. Se disting următoarele categorii: poluare fizică (incluzând poluarea fonică și poluarea radioactivă), poluarea chimică (produsă de diverse substanțe eliberate în mediu sub formă gazoasă, lichidă sau de particule solide), poluare biologică (cu germeni patogeni, substanțe organice putrescibile etc.).
Există două categorii de poluanți: 
- Poluanții biodegradabili sunt substanțe, cum ar fi cele conținute în apa menajeră, care se descompun rapid prin unele procese naturale. Acești poluanți devin o problemă când se acumulează mai rapid decât pot să se descompună.
- Poluanții nedegradabili sunt substanțe care nu se descompun, sau se descompun foarte lent, în mediul natural. Odată ce apare contaminarea, este dificil sau chiar imposibil să se îndepărteze acești poluanți din mediu. Compușii nedegradabili cum ar fi diclor-difenil-tricloretanul, dioxinele, bifenilii policlorurați (BPC) și materialele radioactive pot să ajungă la nivele periculoase de acumulare și pot să urce în lanțul trofic prin intermediul animalelor. De exemplu, moleculele compușilor toxici pot să se depună pe suprafața plantelor acvatice fără să distrugă acele plante. Un pește mic care se hrănește cu aceste plante acumulează o cantitate mare din aceste toxine. Un pește mai mare sau alte animale carnivore care se hrănesc cu pești mici pot să acumuleze o cantitate mai mare de toxine. Acest proces se numește „bioacumulare”.

## Definiții și tipuri
Există diverse definiții ale poluării, care pot recunoaște sau nu anumite tipuri, cum ar fi poluarea fonică sau gazele cu efect de seră. Administrația pentru Protecția Mediului din Statele Unite definește poluarea ca „Orice substanță din apă, sol sau aer care degradează calitatea naturală a mediului sau provoacă un pericol pentru sănătate. Utilitatea resursei naturale este de obicei afectată de prezența poluanților și a contaminanților.” În contrast, Națiunile Unite consideră că poluarea este „prezența unor substanțe în cele trei mediile (aer, apă, pământ) a căror natură, locație sau cantitate produce efecte nedorite asupra mediului”.

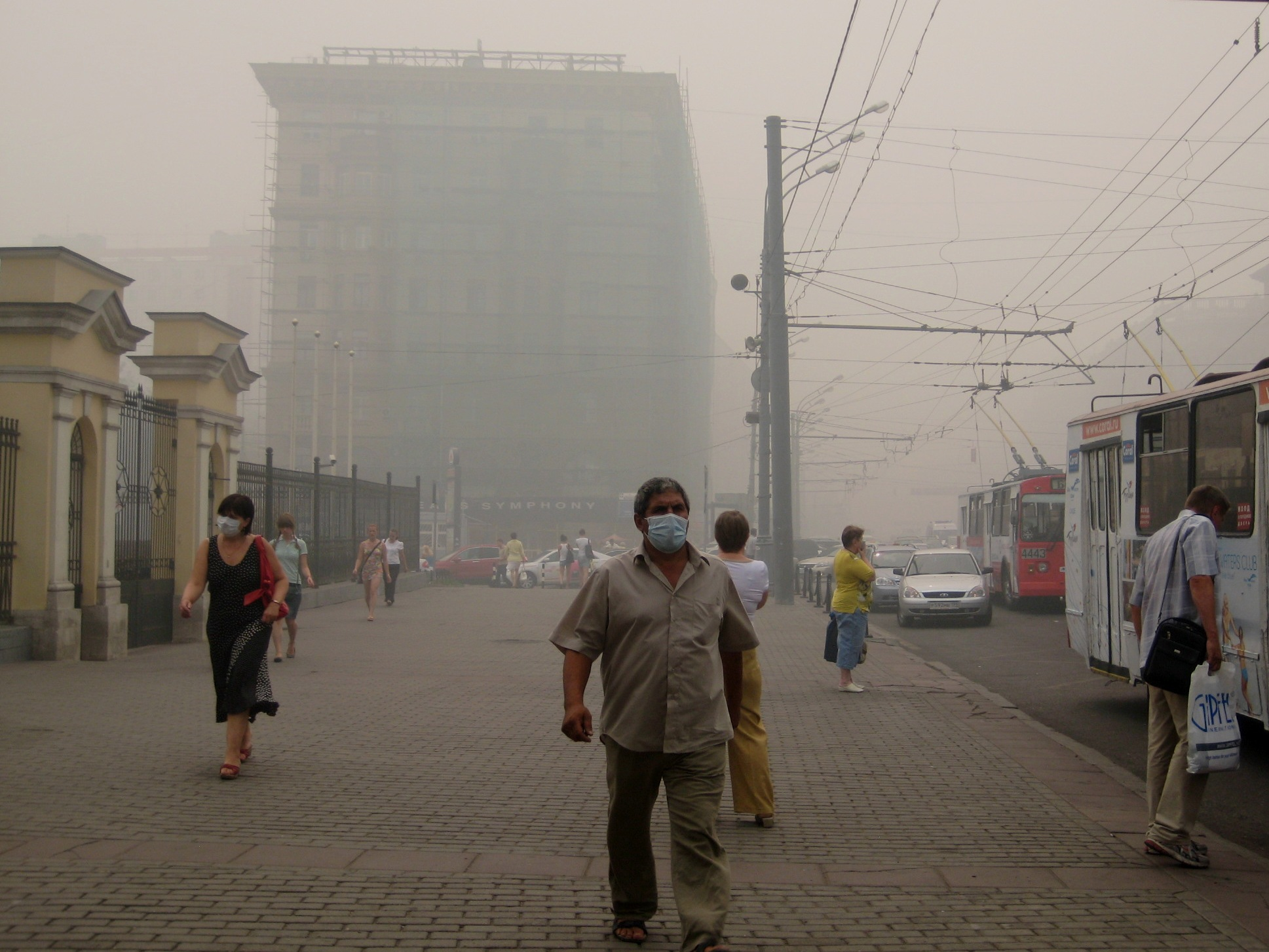
Fum în centrul Moscovei, Rusia, în august 2010

Formele majore de poluare sunt enumerate mai jos, împreună cu contaminanții specifici relevanți pentru fiecare dintre ele:
- Poluarea aerului: eliberarea de substanțe chimice și particule în atmosferă. Poluanții gazoși obișnuiți includ monoxidul de carbon, dioxidul de sulf și oxizii de azot produși de industrii și autovehicule. Ozonul fotochimic și smogul sunt create pe măsură ce oxizii de azot și hidrocarburile reacționează la lumina soarelui.
- Poluarea electromagnetică: supraabundența radiațiilor electromagnetice în forma lor neionizantă, cum ar fi transmisiile de radio și televiziune, Wi-Fi etc.
- Poluarea luminoasă: include trecerea luminii, suprailuminarea și interferența astronomică.
- Aruncarea gunoiului în spații publice sau private.
- Poluarea fonică: cuprinde zgomotul de pe carosabil, zgomotul avioanelor, zgomotul industrial.
- Poluarea cu plastic: implică acumularea de produse din plastic și microplastice în mediu care afectează negativ fauna sălbatică.
- Contaminarea solului are loc atunci când substanțele chimice sunt eliberate prin deversare sau scurgeri subterane.
- Contaminarea radioactivă, rezultată din activitățile din secolul 20 în fizica atomică, cum ar fi generarea de energie nucleară și cercetarea, fabricarea și desfășurarea armelor nucleare.
- Poluarea termică este o schimbare a temperaturii în corpurile naturale de apă cauzată de influența umană, cum ar fi utilizarea apei ca lichid de răcire într-o centrală electrică.
- Poluarea vizuală, care se poate referi la prezența liniilor electrice aeriene, a panourilor de pe autostrăzi, sau la depozitarea în aer liber a gunoiului.
- Poluarea apei, cauzată de deversarea apelor uzate industriale din deșeurile comerciale și industriale.[2]

## Cauze naturale
Una dintre cele mai importante surse naturale de poluare sunt vulcanii, care în timpul erupțiilor eliberează cantități mari de gaze nocive în atmosferă. Gazele vulcanice includ dioxid de carbon, care poate fi fatal în concentrații mari și contribuie la schimbările climatice. Emisiile vulcanice includ, de asemenea, particule fine și ultrafine care pot conține substanțe chimice toxice și substanțe precum arsenul, plumbul și mercurul. Incendiile de vegetație, care pot fi cauzate în mod natural de loviturile de fulger, sunt, de asemenea, o sursă semnificativă de poluare a aerului. Fumul de incendiu conține cantități semnificative atât de dioxid de carbon, cât și de monoxid de carbon, care pot provoca sufocare. Cantități mari de particule fine se găsesc în fumul de incendiu, care prezintă un risc pentru sănătatea animalelor.

## Poluare generată de om
Emisiile autovehiculelor sunt una dintre principalele cauze ale poluării aerului. China, Statele Unite, Rusia, India, Mexic și Japonia sunt liderii mondiali în ceea ce privește emisiile de poluare atmosferică. Principalele surse staționare de poluare includ fabrici chimice, centrale electrice pe cărbune, rafinării de petrol, uzine petrochimice, activitatea de eliminare a deșeurilor nucleare, incineratoare și ferme mari de animale. Poluarea aerului din agricultură provine din practicile contemporane care includ tăierea netă și arderea vegetației naturale, precum și pulverizarea pesticidelor și a erbicidelor.
Aproximativ 400 de milioane de tone metrice de deșeuri periculoase sunt generate în fiecare an. Numai Statele Unite produc aproximativ 250 de milioane de tone metrice. Americanii reprezintă mai puțin de 5% din populația lumii, dar produc aproximativ 25% din CO2 din lume și generează aproximativ 30% din deșeurile lumii. În 2007, China a depășit Statele Unite ale Americii ca cel mai mare producător mondial de CO2, în timp ce este încă mult în urmă pe baza poluării pe cap de locuitor (pe locul 78 între națiunile lumii).

Decesele cauzate ca urmare a utilizării combustibililor fosili (zonele dreptunghiurilor din diagramă) le depășesc cu mult pe cele rezultate din producția de energie regenerabilă (dreptunghiuri abia vizibile în diagramă)

Hidrocarburile clorurate (CFH), metalele grele (cum ar fi cromul, cadmiul – care se găsesc în bateriile reîncărcabile și plumbul – care se găsește în vopseaua cu plumb, combustibilul de aviație), MTBE, zincul, arsenul și benzenul sunt câțiva dintre cei mai frecvenți contaminanți ai solului. O serie de rapoarte de presă publicate în 2001, care au culminat cu publicarea cărții Fateful Harvest, au dezvăluit o practică larg răspândită de reciclare a resturilor industriale în îngrășământ, ducând la otrăvirea cu metale a solului. Depozitele municipale obișnuite sunt sursa multor substanțe chimice care intră în mediul solului (și adesea apele subterane), provenind din marea varietate de deșeuri acceptate, în special substanțe aruncate ilegal acolo. Au existat, de asemenea, unele eliberări neobișnuite de dibenzodioxine policlorurate, numite în mod obișnuit dioxine.

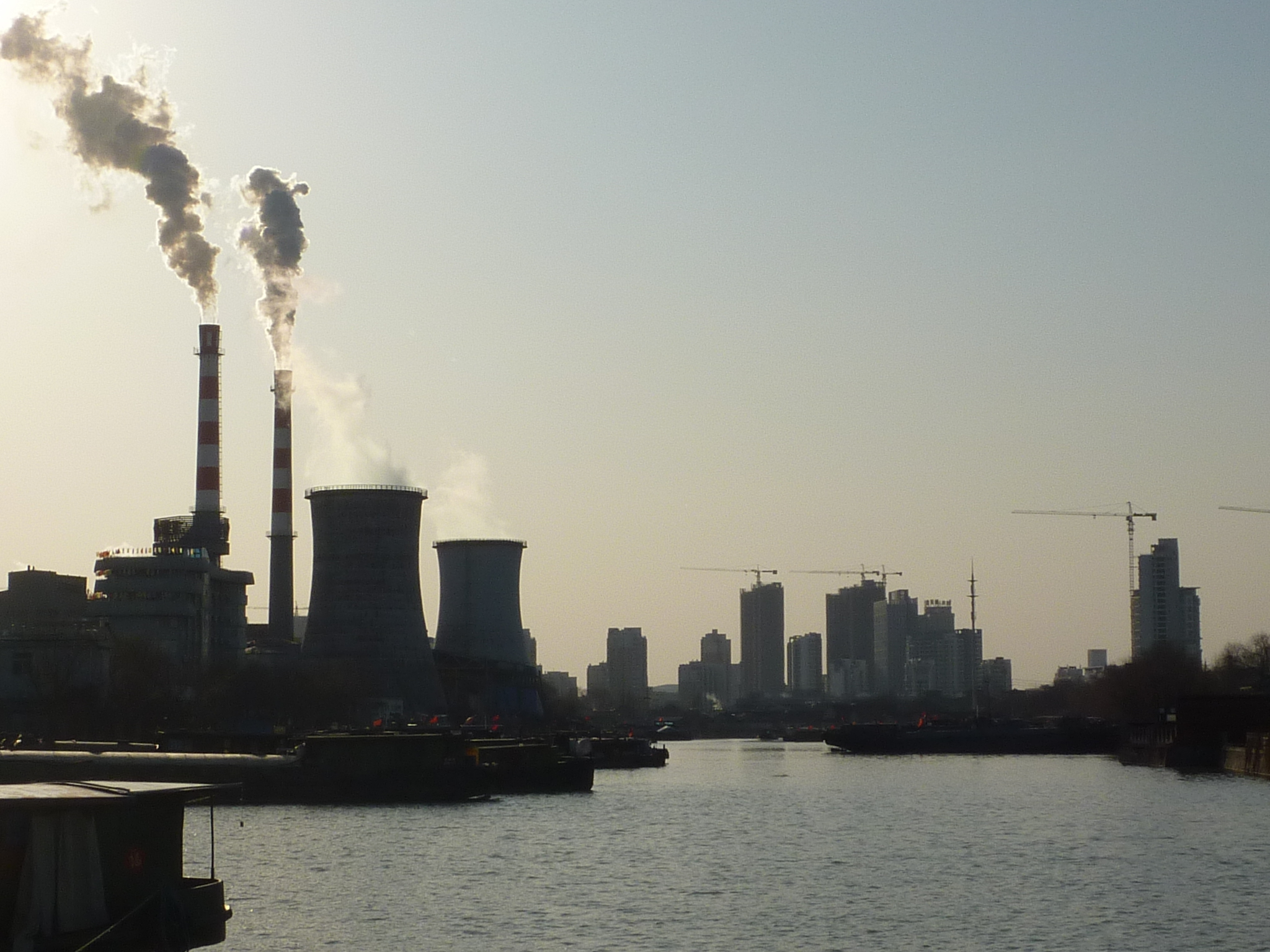
O zonă industrială, cu o centrală electrică, la sud de centrul orașului Yangzhou, China

Poluarea poate apărea și ca urmare a dezastrelor naturale. Uraganele, de exemplu, duc frecvent la contaminarea apelor reziduale și la scurgeri petrochimice de la exploziile bărcilor sau a automobilelor. Atunci când sunt implicate platforme petroliere de coastă sau rafinării, daunele la scară mai mare și asupra mediului nu sunt neobișnuite. Când au loc accidente, unele surse de poluare, cum ar fi centralele nucleare sau navele petroliere, pot crea emisii extinse și potențial catastrofale.
Autovehiculul este cea mai frecventă cauză a poluării fonice, reprezentând peste 90% din totalul zgomotului nedorit la nivel global.
Poluarea cu plastic sufocă oceanele făcând giruri de plastic, încurcând animalele marine, otrăvind hrana și aprovizionarea cu apă și provoacă ravagii sănătății și bunăstării oamenilor și a vieții sălbatice la nivel global. Cu excepția unei cantități mici care a fost incinerată, practic fiecare bucată de plastic care a fost făcută vreodată în trecut există încă într-o formă sau alta. Și din moment ce majoritatea materialelor plastice nu se biodegradează în niciun sens semnificativ, toate aceste deșeuri de plastic ar putea exista pentru sute sau chiar mii de ani. Dacă producția de plastic nu este circumscrisă, poluarea cu plastic va fi dezastruoasă și în cele din urmă va depăși peștii din oceane.

### Emisii de gaze de seră
Dioxidul de carbon, deși vital pentru fotosinteză, este uneori denumit drept poluare, deoarece nivelurile crescute de gaz din atmosferă afectează clima pământului. Perturbarea mediului poate evidenția, de asemenea, legătura dintre zonele de poluare care ar fi în mod normal clasificate separat, cum ar fi cele ale apei și ale aerului. Studii recente au investigat potențialul creșterii pe termen lung a nivelurilor de dioxid de carbon atmosferic de a provoca creșteri ușoare, dar critice, ale acidității apelor oceanice și posibilele efecte ale acesteia asupra ecosistemelor marine.
În februarie 2007, un raport al Grupului Interguvernamental pentru Schimbări Climatice (IPCC), reprezentând munca a 2.500 de oameni de știință, economiști și factori de decizie din peste 120 de țări, a confirmat că oamenii au fost cauza principală a încălzirii globale din 1950. Oamenii au modalități de a reduce emisiile de gaze cu efect de seră și de a evita consecințele încălzirii globale, a concluzionat un important raport climatic. Dar, pentru a schimba clima, tranziția de la combustibilii fosili precum cărbunele și petrolul trebuie să aibă loc în decenii.

## Efecte

### Sănătatea umană
Poluarea afectează oamenii din fiecare parte a lumii. Un studiu din octombrie 2017 al Comisiei Lancet pentru Poluare și Sănătate a constatat că poluarea globală, în special aerul, apa, solul și locurile de muncă toxice, ucide nouă milioane de oameni anual, ceea ce reprezintă triplul numărului de decese cauzate de SIDA, tuberculoză și malarie combinate. Studiul a concluzionat că „poluarea este una dintre marile provocări existențiale ale erei antropocenului. Poluarea pune în pericol stabilitatea sistemelor de sprijin ale Pământului și amenință supraviețuirea continuă a societăților umane.”

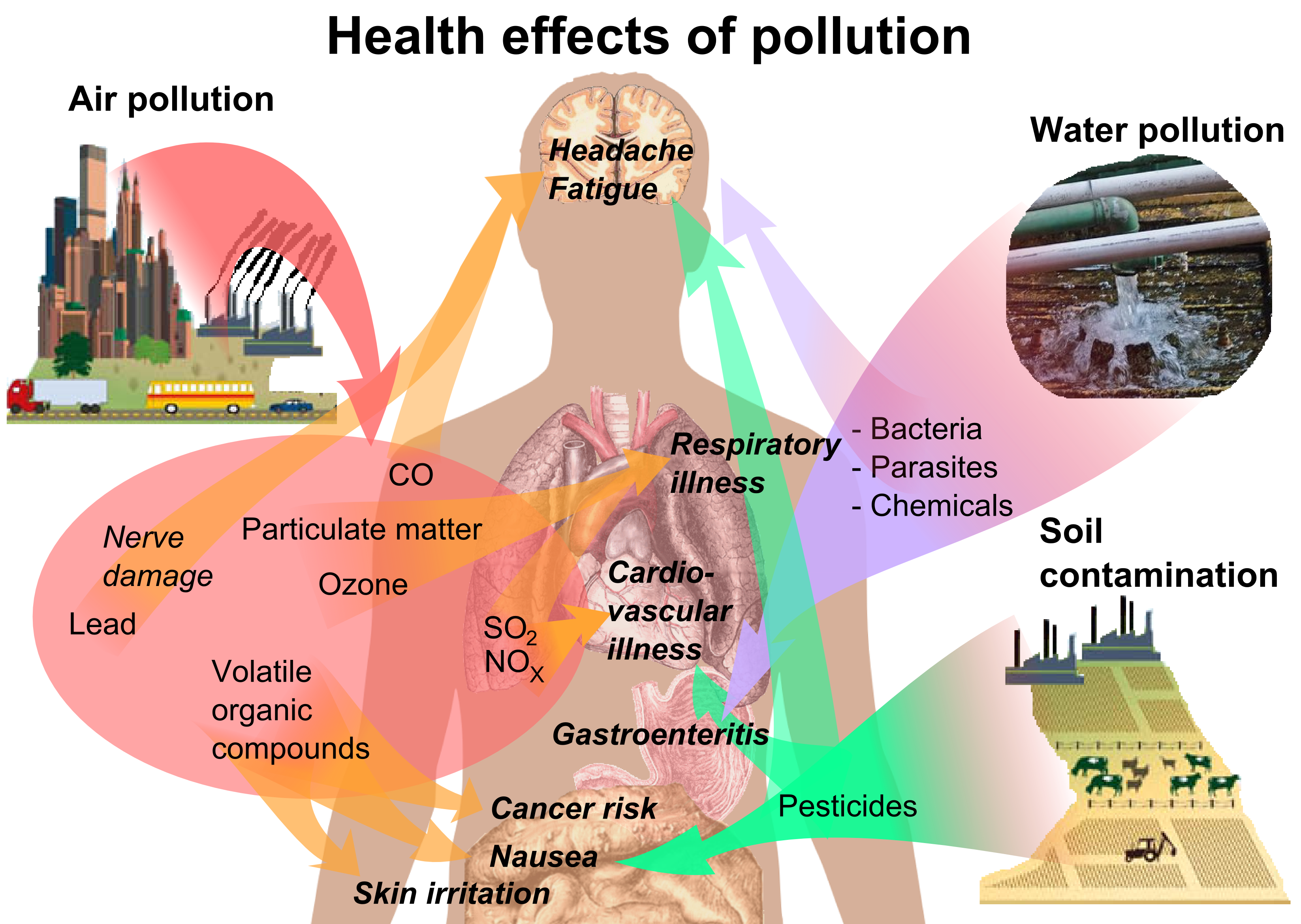
Prezentare generală a principalelor efecte asupra sănătății oamenilor de la unele tipuri comune de poluare

Calitatea nefavorabilă a aerului poate ucide multe organisme, inclusiv oamenii. Poluarea cu ozon poate provoca boli respiratorii, boli cardiovasculare, inflamații ale gâtului, dureri în piept. O analiză din 2010 a estimat că 1,2 milioane de oameni au murit prematur în fiecare an numai în China din cauza poluării aerului. Nivelurile ridicate de smog din China pot deteriora corpul uman și pot provoca diverse boli. În 2019, poluarea aerului a provocat 1,67 milioane de decese în India (17,8% din totalul deceselor la nivel național). Studiile au estimat că numărul de persoane ucise anual în Statele Unite ar putea fi de peste 50.000. Un studiu publicat în 2022 în GeoHealth a concluzionat că emisiile de combustibili fosili legate de energie din Statele Unite ale Americii cauzează 46.900–59.400 de decese premature în fiecare an.
În 2019, poluarea apei a provocat 1,4 milioane de decese premature. Contaminarea apei potabile cu ape uzate neepurate în țările în curs de dezvoltare este o problemă, de exemplu, peste 732 de milioane de indieni (56% din populație) și peste 92 de milioane de etiopieni (92,9% din populație) nu au acces la canalizare de bază. În 2013, peste 10 milioane de oameni din India s-au îmbolnăvit de boli transmise prin apă, iar 1.535 de persoane au murit, majoritatea copii. Începând cu 2007, aproximativ 500 de milioane de chinezi nu au acces la apă potabilă sigură.
Expunerea acută la anumiți poluanți poate avea efecte pe termen scurt și lung. Scurgerile de ulei pot provoca iritații ale pielii și erupții cutanate. Poluarea fonică induce pierderea auzului, hipertensiune arterială, stres și tulburări de somn. Mercurul a fost asociat cu deficite de dezvoltare la copii și cu simptome neurologice. Persoanele în vârstă sunt expuse semnificativ la bolile induse de poluarea aerului. Cei cu tulburări cardiace sau pulmonare prezintă un risc suplimentar. Copiii și sugarii sunt, de asemenea, expuși unui risc grav. S-a demonstrat că plumbul și alte metale grele cauzează probleme neurologice, dizabilități intelectuale și probleme de comportament. Substanțele chimice și radioactive pot provoca cancer și malformații congenitale.

#### Impactul socio-economic
Efectele poluării asupra sănătății au atât consecințe sociale directe, cât și de durată. Un studiu din 2021 a constatat că expunerea la poluare provoacă o creștere a criminalității violente. O lucrare din 2019 a legat poluarea cu rezultatele școlare negative pentru copii. O serie de studii arată că poluarea are un efect negativ asupra productivității atât a lucrătorilor din interior, cât și a celor din exterior.

### Mediu înconjurător
S-a constatat că poluarea este prezentă pe scară largă în mediu. Un studiu din 2022 publicat în Environmental Science & Technology a constatat că nivelurile de poluare chimică antropică au depășit granițele planetare și amenință acum ecosisteme din întreaga lume.

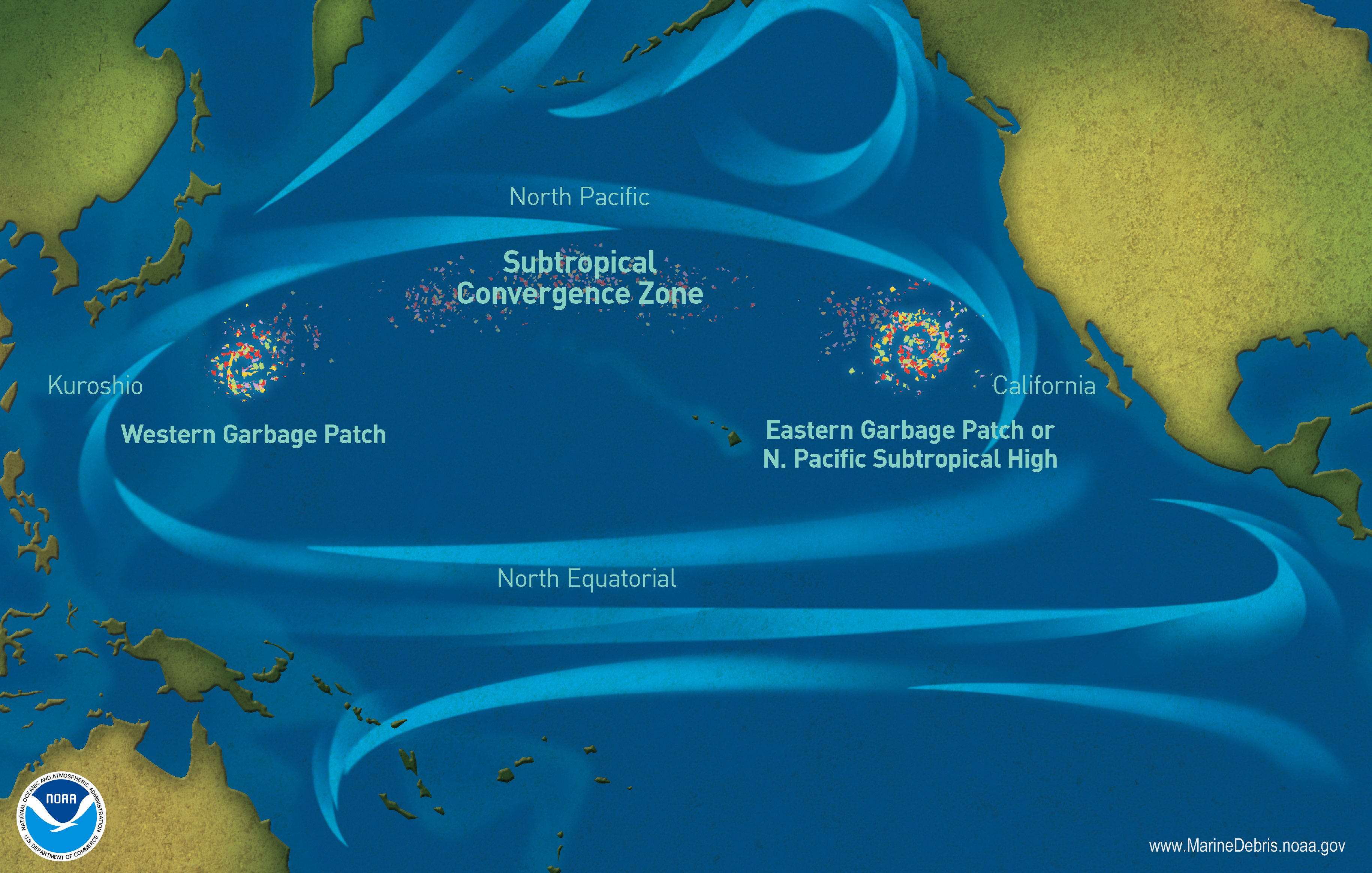
Marele petic de gunoi din oceanul Pacific

Emisii globale de dioxid de carbon în funcție de jurisdicție (din 2015)

Există o serie de efecte ale acestui fapt:
- Bioamplificarea descrie situații în care toxinele (cum ar fi metalele grele) pot trece prin niveluri trofice, devenind exponențial mai concentrate în proces.
- Emisiile de dioxid de carbon cauzează acidificarea oceanelor, scăderea continuă a pH-ului oceanelor.
- Emisia de gaze cu efect de seră duce la încălzirea globală care afectează ecosistemele în multe feluri.
- Speciile invazive pot depăși speciile native și pot reduce biodiversitatea. Plantele invazive pot contribui cu resturi și biomolecule (alelopatie) care pot modifica solul și compozițiile chimice ale unui mediu, reducând adesea competitivitatea speciilor native.
- Oxizii de azot sunt eliminați din aer prin ploaie și fertilizează pământul, ceea ce poate modifica compoziția speciilor a ecosistemelor.
- Smogul și ceața pot reduce cantitatea de lumină solară primită de plante pentru a efectua fotosinteza și conduc la producerea de ozon troposferic care dăunează plantelor.
- Solul poate deveni infertil și nepotrivit pentru plante. Acest lucru va afecta alte organisme din rețeaua trofica.
- Dioxidul de sulf și oxizii de azot pot provoca ploi acide care scad valoarea pH-ului solului.
- Poluarea organică a cursurilor de apă poate epuiza nivelul de oxigen și poate reduce diversitatea speciilor.[14]

## Reglementare și monitorizare
Pentru a proteja mediul de efectele negative ale poluării, multe națiuni din întreaga lume au promulgat legislație pentru a reglementa diferite tipuri de poluare, precum și pentru a atenua efectele negative ale poluării. La nivel local, reglementarea este de obicei supravegheată de agențiile de mediu sau de sistemul de sănătate publică. Diferitele jurisdicții au adesea diferite niveluri de reglementare și opțiuni de politică cu privire la poluare. Din punct de vedere istoric, poluatorii vor face lobby guvernelor din zonele sau țările mai puțin dezvoltate din punct de vedere economic pentru a menține reglementări minore pentru a proteja industrializarea în detrimentul sănătății umane și a mediului.
Mediul modern de reglementare a mediului își are originile în Statele Unite, odată cu începutul reglementărilor industriale privind poluarea aerului și a apei legate de industrie și minerit în anii 1960 și 1970. Deoarece mulți dintre poluanți au impact transfrontalier, ONU și alte organisme ale tratatelor au fost folosite pentru a reglementa poluanții care circulă ca poluare a aerului, poluare a apei sau comerț cu deșeuri.

## Control

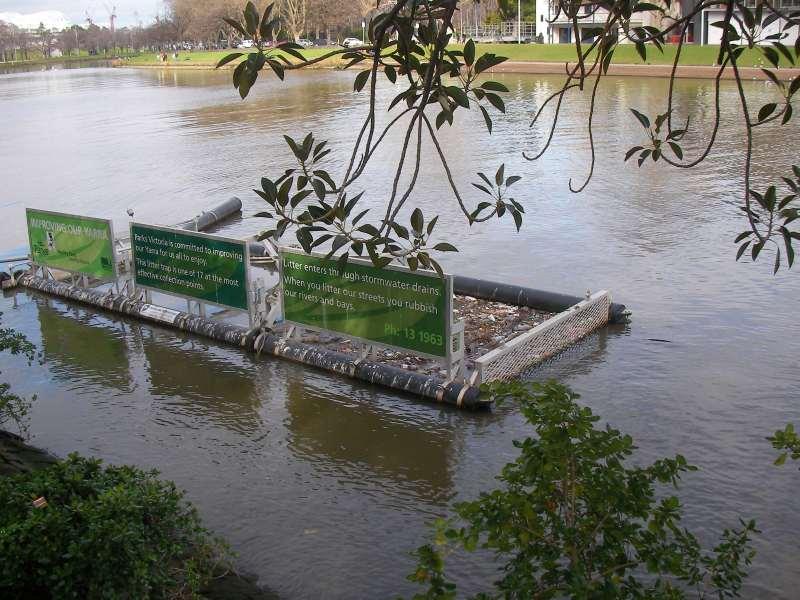
O capcană de gunoi plutitoare în râul Yarra, în centrul est-central Victoria, Australia.

Controlul poluării este un termen folosit în managementul mediului. Înseamnă controlul emisiilor și efluenților în aer, apă sau sol. Fără controlul poluării, deșeurile provenite din supraconsum, încălzire, agricultură, minerit, producție, transport și alte activități umane, fie că se acumulează sau se dispersează, vor degrada mediul. În ierarhia controalelor, prevenirea poluării și minimizarea deșeurilor sunt mai importante decât controlul poluării. În domeniul amenajării terenurilor, dezvoltarea cu impact redus este o tehnică similară pentru prevenirea scurgerii urbane.

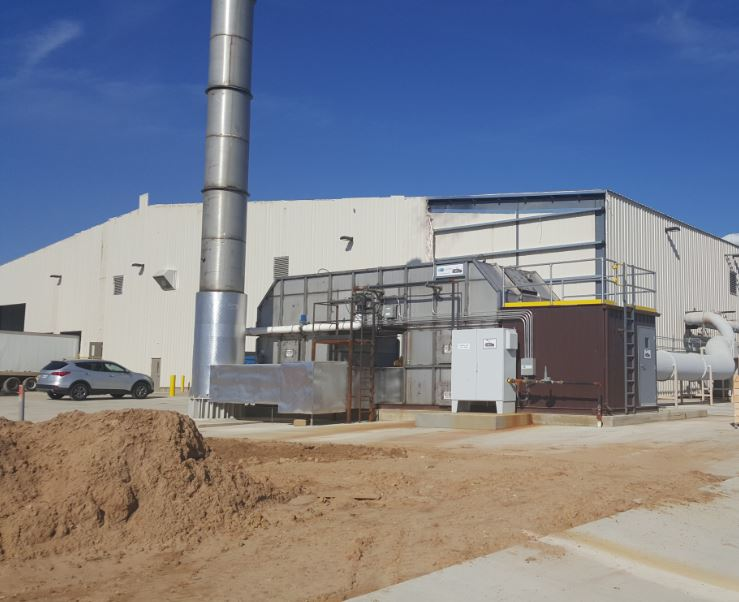
Sistemul de control al poluării aerului, cunoscut sub numele de oxidant termic, descompune gazele periculoase din fluxurile de aer industrial dintr-o fabrică din Statele Unite.

În septembrie 2023, în timpul unei conferințe internaționale la Bonn, Germania, a fost convenit un cadru global privind substanțele chimice care urmărește reducerea poluării. Cadrul include 28 de obiective, de exemplu, oprirea utilizării pesticidelor periculoase până în 2035.

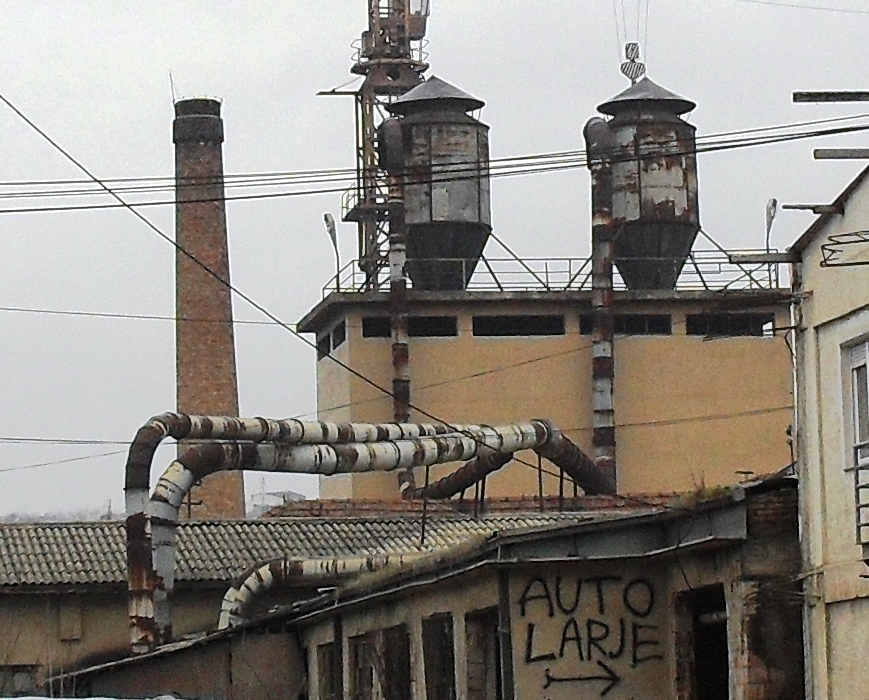
Un colector de praf din Pristina, Kosovo

### Practici
- Reciclare
- Reutilizare
- Minimizarea deșeurilor
- Atenuare
- Prevenirea poluării

### Dispozitive
- Controlul poluării aerului
- Dispozitiv CityTree
- Turnul Smog
- Oxidant termic
- Sisteme de colectare a prafului
- Dispozitiv Baghouse
- Cicloni
- Precipitatoare electrostatice
- Dispozitive Scrubers
- Scruber cu pulverizare deflectoare
- Scruber cu pulverizare ciclonic
- Dispozitiv Ejector venturi scruber
- Dispozitiv Scruber asistat mecanic
- Turn de pulverizare
- Dispozitiv Scruber umed
- Tratarea apelor uzate
- Sedimentare (tratament primar)
- Biotratare cu nămol activ (epurare secundară; utilizate și pentru apele uzate industriale)
- Lagune aerate
- Zone umede construite (utilizate și pentru scurgerile urbane)

## Cost
Poluarea are un cost. Activitățile de producție care provoacă poluarea aerului impun costuri de sănătate și de curățare întregii societăți. O activitate de producție care provoacă poluarea aerului este un exemplu de externalitate negativă în producție. O externalitate negativă în producție apare „atunci când producția unei firme reduce bunăstarea celorlalți care nu sunt compensați de firmă”. De exemplu, dacă o firmă de spălătorie există lângă o firmă de producție de oțel poluantă, vor exista costuri crescute pentru firma de spălătorie din cauza murdăriei și fumului produs de firma de producție de oțel. Dacă există costuri externe, cum ar fi cele create de poluare, producătorul va alege să producă mai mult produs decât ar fi produs dacă producătorul ar fi obligat să plătească toate costurile de mediu asociate. Deoarece responsabilitatea sau consecința pentru acțiunea autodirijată se află parțial în afara sinelui, este implicat un element de exteriorizare. Dacă există beneficii externe, cum ar fi siguranța publică, se poate produce mai puțin bun decât ar fi cazul dacă producătorul ar primi plăți pentru beneficiile externe. Bunurile și serviciile care implică externalități negative în producție, cum ar fi cele care produc poluare, tind să fie supraproduse și subestimate.
Poluarea poate crea, de asemenea, costuri pentru firmele care produc poluarea. Uneori firmele aleg sau sunt forțate de reglementări să reducă cantitatea de poluare pe care o produc. Costurile asociate pentru a face acest lucru sunt numite costuri de reducere sau costuri marginale de reducere dacă sunt măsurate de fiecare unitate suplimentară. În 2005, cheltuielile de capital pentru reducerea poluării și costurile operaționale în SUA s-au ridicat la aproape 27 de miliarde de dolari.

## Industrii poluante
The Pure Earth, o organizație internațională non-profit dedicată eliminării poluării care pune viața în pericol în lumea în curs de dezvoltare, publică o listă anuală a unora dintre cele mai poluante industrii din lume. Mai jos este lista pentru anul 2016:
- Reciclarea bateriilor cu plumb-acid
- Mineritul și metalurgia extractivă
- Topirea plumbului
- Bronzarea
- Exploatare artizanală
- Gropile de gunoi
- Parcuri industriale
- Industria chimica
- Vopsire[18]

### Industria textilă

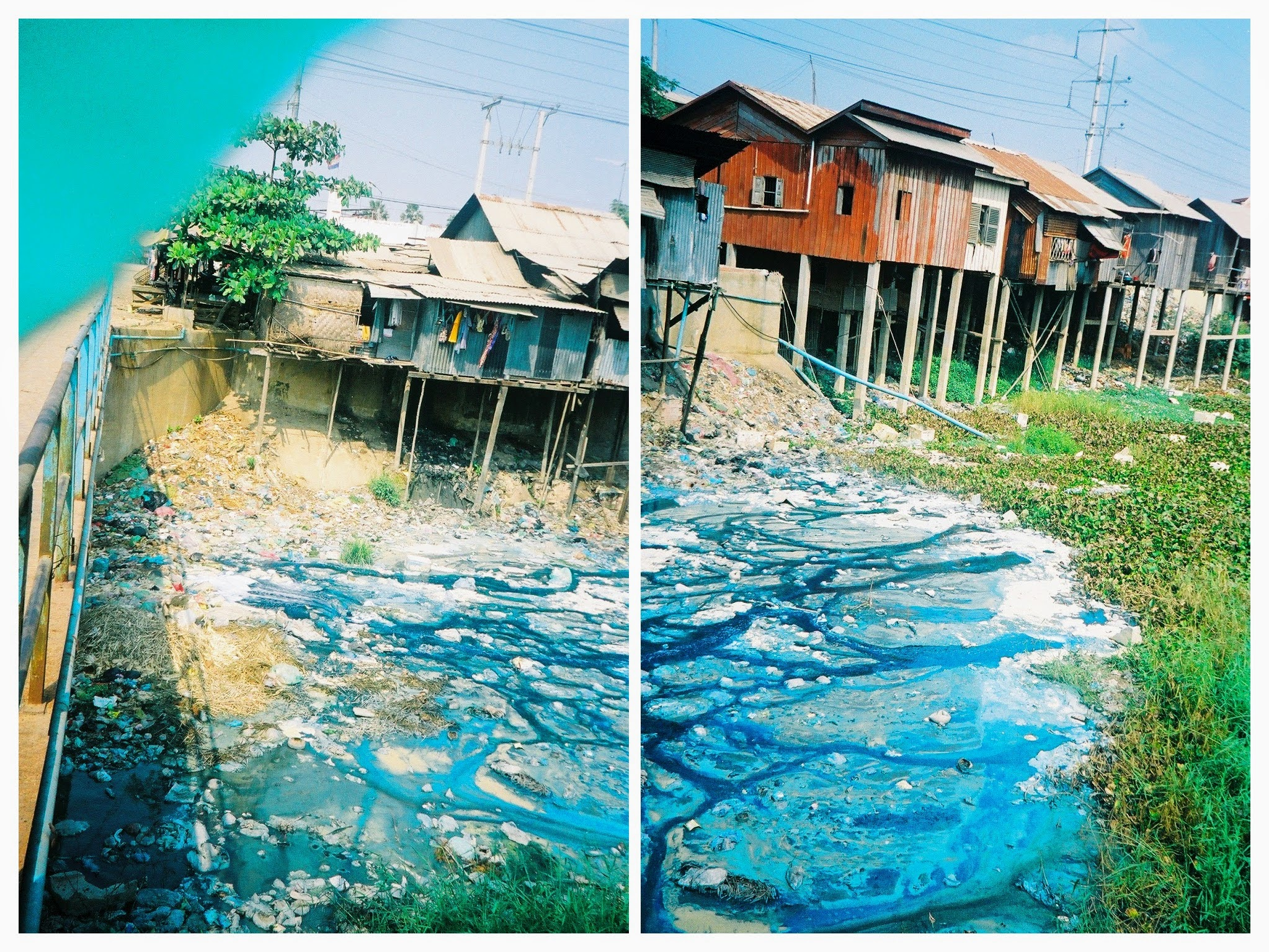
Poluarea apei de culoare indigo în Phnom Penh, Cambodgia, 2005

Industria textilă este unul dintre cei mai mari poluatori din lumea globalizată a sistemelor socioeconomice dominate de piața liberă. Apele uzate textile poluate chimic degradează calitatea solului și a apei. Poluarea provine din tipul de desfășurare a tratamentelor chimice utilizate, de exemplu, în operațiunile de pretratare, vopsire, imprimare și finisare pe care multe sau majoritatea companiilor determinate de piață le folosesc. Apele uzate din industria textilă sunt considerate a fi unul dintre cei mai mari poluatori ai ecosistemelor de apă și sol. Industria textilă folosește peste 8000 de substanțe chimice în lanțul său de aprovizionare, poluând, de asemenea, mediul înconjurător cu cantități mari de microplastice.
O campanie a unor mari mărci de îmbrăcăminte precum Nike, Adidas și Puma de a-și reforma în mod voluntar lanțurile de aprovizionare de producție pentru a se angaja să obțină zero descarcări de substanțe chimice periculoase până în 2020 (obiectiv global) pare să fi eșuat.
Industria textilă creează, de asemenea, multă poluare care duce la externalități care pot cauza mari probleme economice. Problema apare de obicei atunci când nu există o împărțire a drepturilor de proprietate. Aceasta înseamnă că problema poluării este cauzată în mare măsură din cauza informațiilor incomplete despre ce companie poluează și la ce scară au fost cauzate daunele de poluare.

### Industrii legate de combustibili fosili
Poluarea aerului în aer liber atribuită numai utilizării combustibililor fosili cauzează aproximativ 3,61 milioane de decese anual, făcându-l unul dintre cei mai importanți contribuitori la decesul uman.

## Nivel optim din punct de vedere social

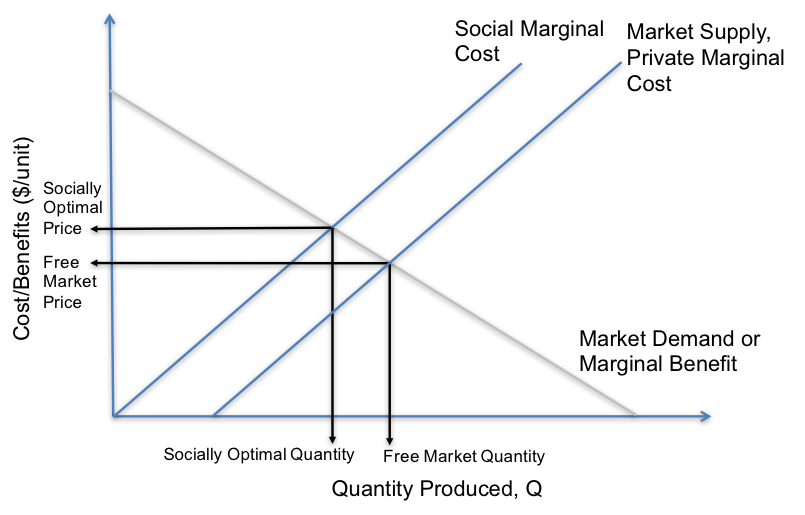
O comparație vizuală a pieței libere și a rezultatelor optime din punct de vedere social.

Societatea produce din poluare o oarecare utilitate indirectă; altfel, nu ar exista nici un stimulent pentru a polua. Această utilitate poate proveni din consumul de bunuri și servicii care creează în mod implicit poluare. Prin urmare, este important ca factorii de decizie să echilibreze aceste beneficii indirecte cu costurile poluării pentru a obține cel mai eficient rezultat.
Este posibil să se utilizeze economia mediului pentru a determina care nivel de poluare este considerat optimul social. Pentru economiști, poluarea este un „cost extern și apare numai atunci când unul sau mai mulți indivizi suferă o pierdere a bunăstării”. Există un nivel social optim de poluare la care bunăstarea este maximizată. Acest lucru se datorează faptului că consumatorii obțin utilitate din bunul sau serviciul fabricat, care va depăși costul social al poluării. În acest moment, daunele unei unități suplimentare de poluare pentru societate, costul marginal al poluării, este exact egal cu beneficiul marginal de a consuma încă o unitate de bun sau serviciu.
Mai mult, fezabilitatea ratelor de reducere a poluării ar putea fi, de asemenea, un factor de calcul al nivelurilor optime. Arderea cărbunelui și a lemnului și prezența multor cai în zone concentrate au făcut din orașe sursele primare de poluare.

## Istoric

### Înainte de secolul al XIX-lea
Poluarea aerului a fost prezentă mereu în civilizații. Poluarea a început din timpuri preistorice, când omul a creat primele incendii. Potrivit unui articol din 1983 din revista Science, „funinginea” găsită pe tavanele peșterilor preistorice oferă ample dovezi ale nivelurilor ridicate de poluare care au fost asociate cu ventilarea inadecvată a focurilor deschise.
Forjarea metalelor pare a fi un punct de cotitură cheie în crearea unor niveluri semnificative de poluare a aerului în afara casei. Probe extrase din ghețariii din Groenlanda indică creșteri ale poluării asociate cu producția de metale grecești, romane și chineze. Regele Eduard I al Angliei a interzis arderea cărbunelui la Londra în 1272, după ce fumul acestuia a devenit o problemă.

### Secolul al XIX-lea

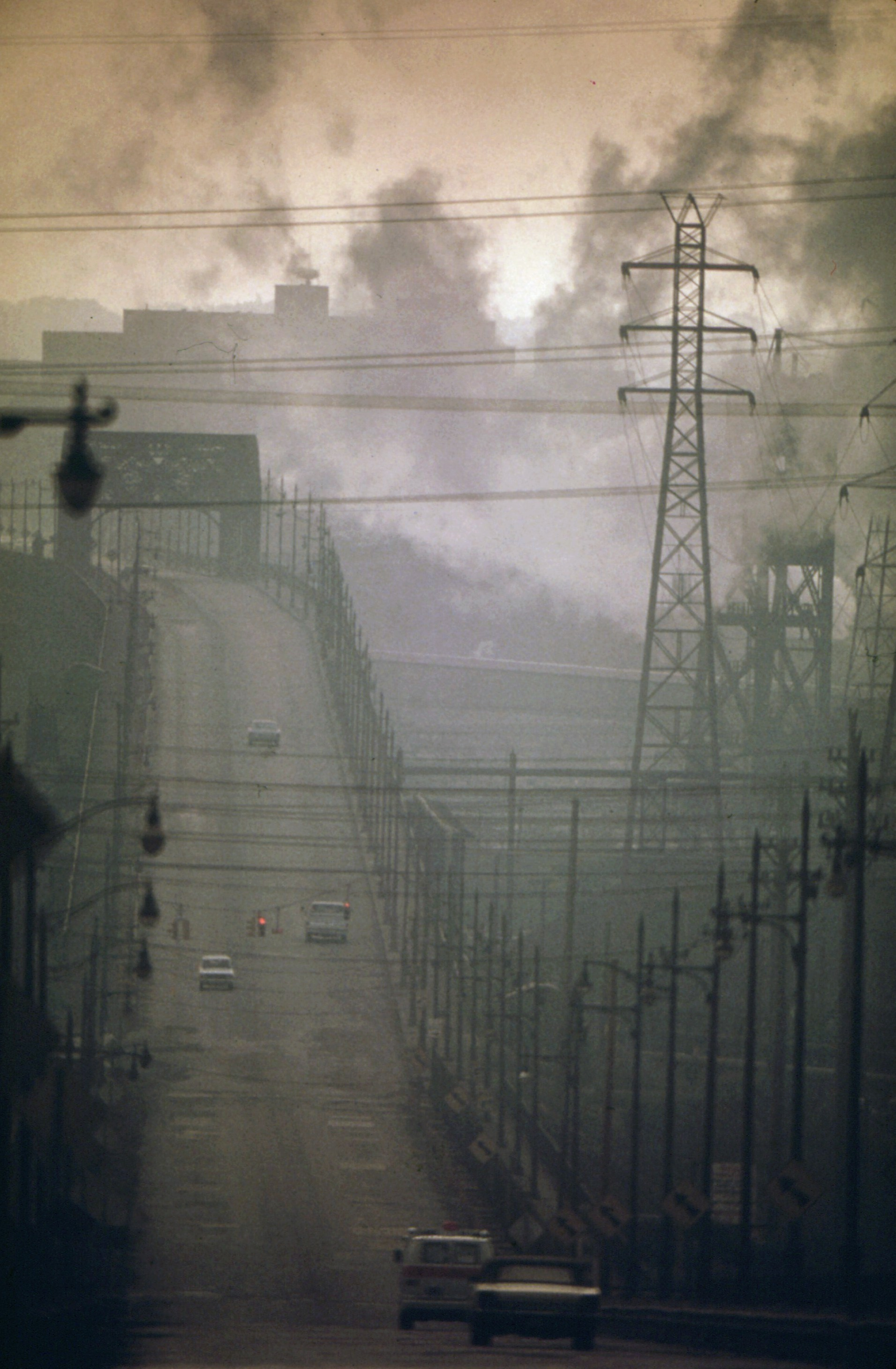
Poluarea aerului în SUA, 1973.

Revoluția industrială a dat naștere poluării mediului așa cum o cunoaștem astăzi. Londra a înregistrat, de asemenea, unul dintre cazurile extreme anterioare de probleme de calitate a apei cu Great Stink on the Thames din 1858, care a dus la construirea sistemului de canalizare din Londra la scurt timp după aceea. Problemele de poluare au escaladat pe măsură ce creșterea populației a depășit cu mult viabilitatea cartierelor de a gestiona problema deșeurilor. Reformatorii au început să ceară sisteme de canalizare și apă curată. În 1870, condițiile sanitare din Berlin erau printre cele mai proaste din Europa.

### Secolul al XX-lea și secolul al XXI-lea
Condițiile primitive erau intolerabile pentru o capitală iar guvernul imperial german a adus oamenii de știință și inginerii pentru a rezolva problemele și pentru a transforma Berlinul într-un oraș model. Un expert britanic în 1906 a concluzionat că Berlinul reprezenta „cea mai completă aplicare a științei, ordinii și metodei vieții publice”. Apariția marilor fabrici și consumul de cantități imense de cărbune a dat naștere la o poluare a aerului fără precedent și la un volum mare de deversări chimice industriale. Chicago și Cincinnati au fost primele două orașe americane care au promulgat legi care să asigure un aer mai curat în 1881. Poluarea a devenit o problemă majoră în Statele Unite la începutul secolului al XX-lea, deoarece reformatorii progresiști au contestat poluarea aerului cauzată de arderea cărbunelui. După cum notează istoricul Martin Melosi, generația care a văzut prima automobilele înlocuind caii a văzut mașinile drept un „miracole ale curățeniei”. Până în anii 1940, smogul cauzat de automobile era o problemă majoră în Los Angeles.

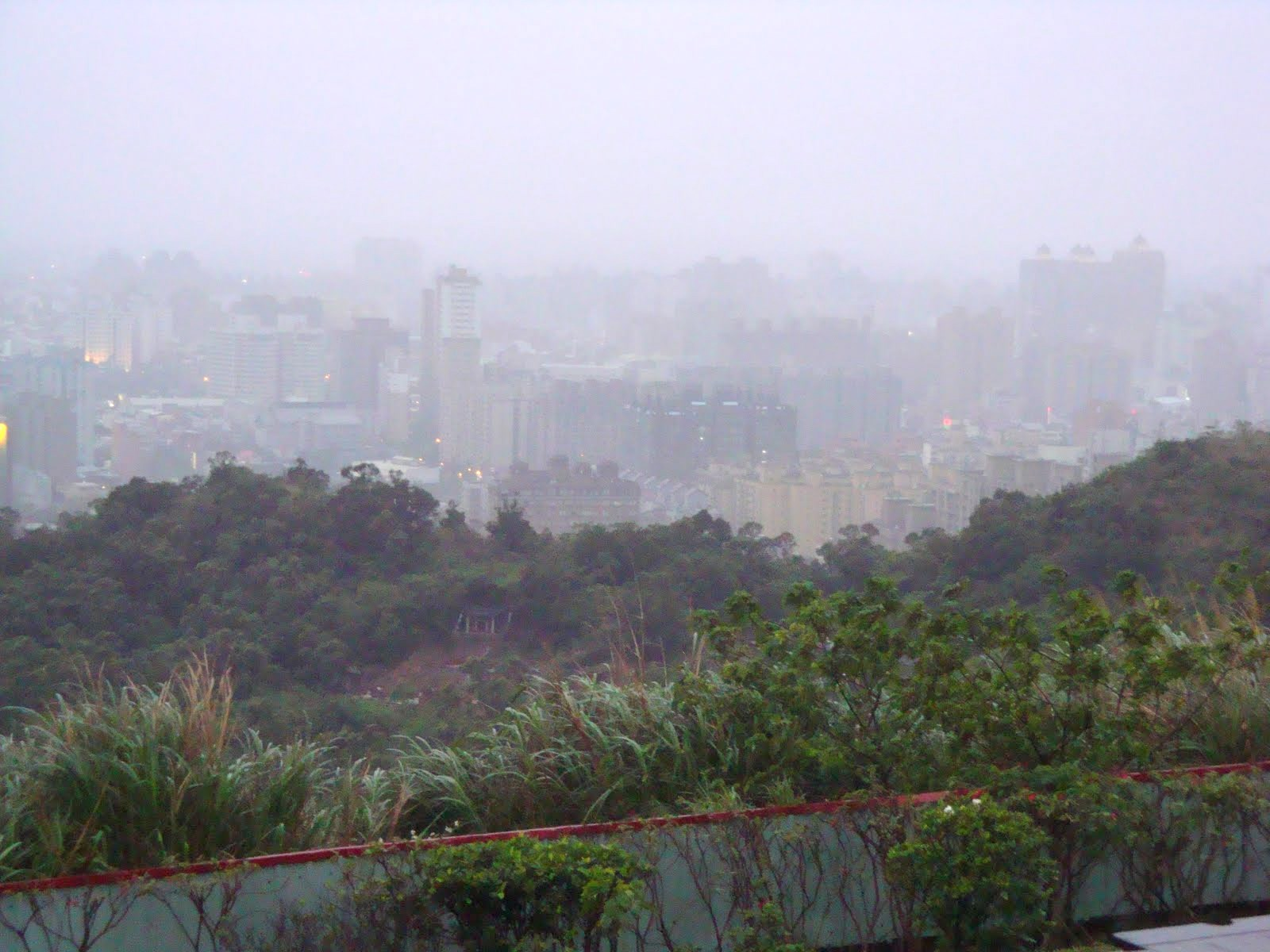
Poluarea aerului în Taiwan.

Au urmat și alte orașe în toată țara până la începutul secolului al XX-lea, când a fost creat Oficiul pentru Poluarea Aerului. Degajările extreme de smog au fost experimentate de orașele Los Angelesși Donora, Pennsylvania, la sfârșitul anilor 1940, servind drept un alt memento public. Poluarea aerului va continua să fie o problemă în Anglia, mai ales mai târziu în timpul revoluției industriale. Conștientizarea poluării atmosferice s-a răspândit pe scară largă după cel de-Al Doilea Război Mondial, cu temeri declanșate de rapoartele privind efectele radioactive din războiul atomic și teste. Poluarea a început să atragă atenția publică majoră în Statele Unite între mijlocul anilor 1950 și începutul anilor 1970, când Congresul a adoptat Legea pentru controlul zgomotului, Legea pentru aer curat, Legea pentru apă curată și Legea pentru politicile naționale de mediu. Incidentele severe de poluare au contribuit la creșterea conștiinței. Deversarea de PCB în râul Hudson a dus la interzicerea de către EPA a consumului de pește în 1974.
Dezvoltarea științei nucleare a introdus contaminarea radioactivă, care poate rămâne radioactivă letal timp de sute de mii de ani. Lacul Karachay – numit de Institutul Worldwatch drept „cel mai poluat loc” de pe pământ – a servit drept loc de eliminare pentru Uniunea Sovietică în anii 1950 și 1960. Orașul Celiabinsk din Rusia, este considerat „cel mai poluat loc de pe planetă”.
Armele nucleare au continuat să fie testate în Războiul Rece, în special în etapele anterioare ale dezvoltării lor. Deși se practică o atenție extremă în această industrie, potențialul de dezastru sugerat de incidente precum cele de la Three Mile Island, Cernobîl și Fukushima reprezintă un motiv de neîncredere publică. Publicitatea la nivel mondial a fost intensă cu privire la aceste dezastre. Sprijinul larg pentru tratatele de interzicere a testelor a pus capăt aproape tuturor testelor nucleare din atmosferă.

## Poluarea aerului
Acțiunea umană asupra atmosferei Pământului poate lua multe forme și a existat de când oamenii au început să utilizeze focul pentru agricultură, încălzire și gătitul alimentelor. În timpul revoluției industriale (secolele XVIII și XIX), poluarea aerului a devenit o problemă majoră.

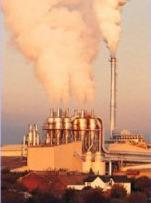
Poluarea aerului

Poluarea urbană a aerului este cunoscută sub denumirea de „smog”. Smogul este în general un amestec de monoxid de carbon și compuși organici proveniți din combustia incompletă a combustibililor fosili cum ar fi cărbunii și de dioxid de sulf de la impuritățile din combustibili. În timp ce smogul reacționează cu oxigenul, acizii organici și sulfurici se condensează sub formă de picături, întețind ceața. Până în secolul al XX-lea smogul devenise deja un pericol major pentru sănătate.
Un alt tip de smog, cel fotochimic, a început să reducă calitatea aerului deasupra orașelor mari cum ar fi Los Angeles în anii 1930. Acest smog este cauzat de combustia în motoarele autovehiculelor și ale avioanelor a combustibilului care produce oxizi de azot și eliberează hidrocarburi din combustibilii nearși. Razele solare fac ca oxizii de azot și hidrocarburile să se combine și să transforme oxigenul în ozon, un agent chimic care atacă cauciucul, rănește plantele și irită plămânii. Hidrocarburile sunt oxidate în substanțe care se condensează și formează o ceață vizibilă și pătrunzătoare.
Majoritatea poluanților sunt eventual „spălați” de către ploaie, zăpadă sau ceață, dar după ce au parcurs distanțe mari, uneori chiar continente. În timp ce poluanții se adună în atmosferă, oxizii de sulf și de azot sunt transformați în acizi care se combină cu ploaia. Această ploaie acidă cade peste lacuri și păduri unde poate duce la moartea peștilor sau plantelor și poate să afecteze întregi ecosisteme. În cele din urmă, lacurile și pădurile contaminate pot ajunge să fie lipsite de viață. Regiunile care sunt în drumul vântului care bate dinspre zone industrializate, cum ar fi Europa și estul Statelor Unite și Canadei, sunt cele mai afectate de ploi acide. Ploile acide pot să afecteze și sănătatea umană și obiecte create de oameni; ele dizolvă încet statui istorice din piatră și fațade din Roma, Atena și Londra.
Una din cele mai mari probleme cauzate de poluarea aerului este încălzirea globală, o creștere a temperaturii Pământului cauzată de acumularea unor gaze atmosferice cum ar fi dioxidul de carbon. Odată cu folosirea intensivă a combustibililor fosili în secolul XX, concentrația de dioxid de carbon din atmosferă a crescut dramatic. Dioxidul de carbon și alte gaze, cunoscute sub denumirea de gaze de seră, reduc căldura disipată de Pământ dar nu blochează radiațiile Soarelui. Din cauza efectului de seră se așteaptă ca temperatura globală să crească cu 1,4 °C până la 5,8 °C până în anul 2100. Chiar dacă această tendință pare a fi o schimbare minoră, creșterea ar face ca Pământul să fie mai cald decât a fost în ultimii 125.000 ani, schimbând probabil tiparul climatic, afectând producția agricolă, modificând distribuția animalelor și plantelor și crescând nivelul mării.
Poluarea aerului poate să afecteze zona superioară a atmosferei, numită stratosferă. Producția excesivă a compușilor care conțin clor cum ar fi clorofluorocarbonații (CFC) (compuși folosiți până recent în frigidere, aparate de aer condiționat și în fabricarea produselor pe bază de polistiren) a redus stratul de ozon stratosferic, creând o gaură deasupra Antarcticii care durează mai multe săptămâni în fiecare an. Ca rezultat, expunerea directă la razele solare a afectat viața acvatică și terestră și amenință sănătatea oamenilor din zonele sudice ale planetei.
Conform OMS (2009), circa 2 milioane de oameni mor anual doar din cauza poluării aerului, majoritatea în Asia.

## Poluarea apelor

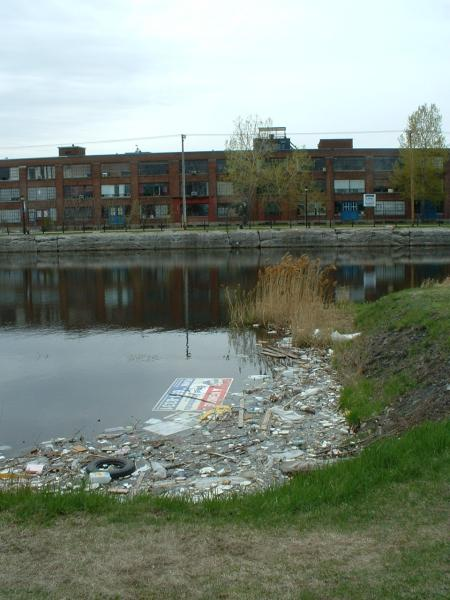

Cererea de apă potabilă este în creștere continuă odată cu creșterea populației globului. Din anul 1942 până în anul 1990 preluarea apei potabile din râuri, lacuri, rezervoare și surse subterane a crescut de patru ori. Din totalul apei consumate în Statele Unite în 1995, 39% a fost pentru irigație, 39% a fost pentru generarea de curent electric, 12% a fost folosită pentru alte utilități; industria și mineritul au folosit 7% și restul a fost folosită pentru animalele domestice și în scopuri comerciale.
Apa menajeră, apa industrială și produsele chimice folosite în agricultură, cum ar fi îngrășămintele și pesticidele sunt principala cauză a poluării apelor. În Statele Unite, 37% din lacuri și estuare și 36% din râuri sunt prea poluate pentru practicarea pescuitului sau înotului în cea mai mare parte a anului. În țările în curs de dezvoltare, mai mult de 95% din apa menajeră este aruncată în râuri și golfuri, creând un risc major pentru sănătatea umană.
Îngrășămintele chimice cum ar fi fosfații și nitrații folosiți în agricultură sunt vărsate în lacuri și râuri. Acestea se combină cu fosfații și nitrații din apa menajeră și măresc viteza de dezvoltare a algelor. Apa poate să ajungă „sufocantă” din cauza algelor care sunt în descompunere și care epuizează oxigenul din ea. Acest proces, numit eutrofizare, poate cauza moartea peștilor și a altor forme de viață acvatice. La sfârșitul anilor '90 în apele dintre Golful Delaware⁠(d) și Golful Mexic au murit mii de pești din cauza dezvoltării unei forme toxice de alge numită Pfisteria piscicida. Se crede că motivul pentru dezvoltarea acestei specii toxice de alge a fost deversarea deșeurilor urbane și industriale în lacuri și râuri.
Eroziunea contribuie și ea la poluarea apelor. Pământul și nămolul duse de apă de pe dealurile defrișate, pământurile arate sau de pe terenurile de construcție pot să blocheze cursul apelor și să omoare vegetația acvatică. Chiar și cantități mici de nămol pot să elimine unele specii de pești. De exemplu, când defrișările îndepărtează învelișul de plante al versanților dealurilor, ploaia poate să ducă pământ și nămol în râuri, acoperind pietrișul din albia unui râu unde păstrăvii sau somonii își depun icrele.
Pescăriile marine naturale suportate de ecosistemul oceanului sunt o sursă esențială de proteine, mai ales pentru oamenii din țările în curs de dezvoltare. Totuși, poluarea golfurilor amenință rezervele de pește care și asa sunt aproape epuizate din cauza pescuitului excesiv. În 1989, 260.000 barili de petrol s-au vărsat din petrolierul Exxon Valdez în Strâmtoarea Prince William din Alaska, un vechi și bogat loc de pescuit. În 1999 s-au raportat 8.539 accidente petroliere în apele și în jurul apelor Statelor Unite, devărsându-se 4,4 miliarde de litri de petrol.

## Poluarea solului

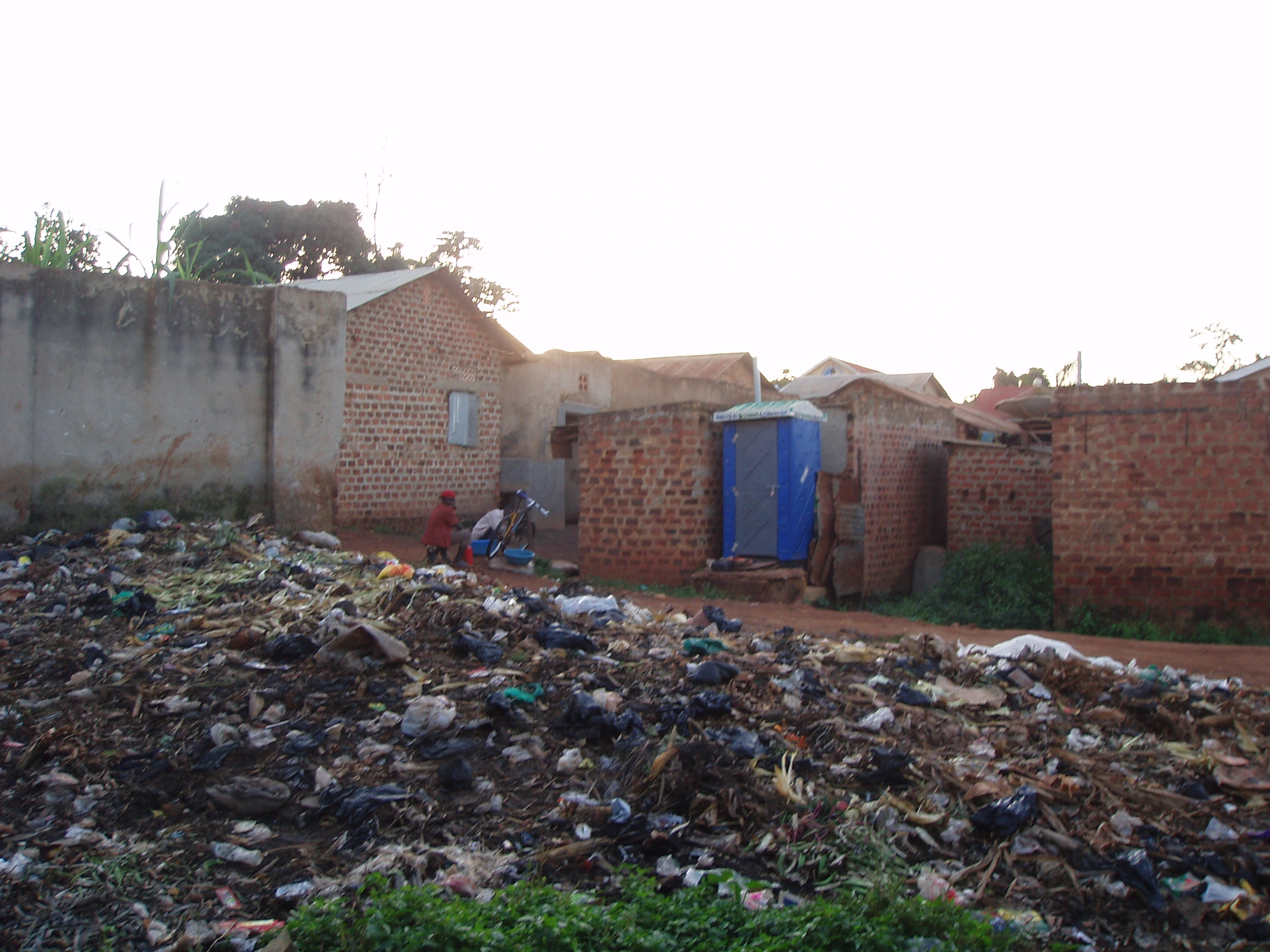

Solul este un amestec eterogen format din materie din plante, minerale și animale care se formează într-un proces foarte lung, ce poate dura mii de ani. Solul este necesar pentru creșterea majorității plantelor și esențial pentru toată producția agricolă. Poluarea solului este acumularea de compuși chimici toxici, săruri, patogeni, sau materiale radioactive și metale grele care pot afecta viața plantelor și animalelor.
Poluarea solului reprezintă acumularea de substanțe chimice, la niveluri la care pot determina apariția efectelor adverse asupra creșterii plantelor și pot afecta atât sănătatea oamenilor, cât și pe cea a animalelor.
Metodele iraționale de administrare a solului au degradat serios calitatea lui, au cauzat poluarea lui și au accelerat eroziunea. Tratarea solului cu îngrășăminte chimice, pesticide și fungicide omoară organisme utile cum ar fi unele bacterii, fungi și alte microorganisme. De exemplu, fermierii care cultivau căpșuni în California au dezinfectat solul cu bromură de metil pentru a ucide organismele care ar fi putut afecta căpșunii. Acest proces omoară fără discriminare chiar și organismele benefice și lasă solul steril și dependent de îngrășăminte pentru a suporta creșterea plantelor. În consecință, se folosesc tot mai multe îngrășăminte, ceea ce duce la poluarea râurilor și lacurilor în perioadele cu inundații.
Irigația necorespunzătoare în zonele în care solul nu este drenat bine poate avea ca rezultat depozite de sare care inhibă creșterea plantelor și pot duce la lipsa recoltei. În anul 2000 î.Hr., orașele antice sumeriene de la sud de Valea Tigrului și Eufratului, în Mesopotamia, depindeau de bogăția recoltelor. Până în anul 1500 î.Hr., aceste orașe au intrat în colaps din cauza lipsei recoltei datorate salinității ridicate a solului. Aceeași problemă există azi în Valea Indusului din Pakistan, Valea Nilului în Egipt și Valea Imperială din California.

## Combaterea poluării
Din cauza poluării mediului înconjurător, de la jumătatea secolului XX, multe națiuni au instituit legi cuprinzătoare proiectate pentru a repara distrugerile anterioare ale poluării necontrolate și pentru a preveni viitoarele contaminări ale mediului. În Statele Unite a fost adoptată „Legea pentru Aer Curat” (Clean Air Act - 1970) prin care se impunea reducerea semnificativă a anumitor tipuri de poluare ale aerului, cum ar fi emisiile de dioxid de sulf. „Legea pentru Apa Curată” (Clean Water Act - 1977) și „Legea pentru Apă Potabilă Nepericuloasă” (Safe Drinking Water Act - 1974) au stabilit norme pentru deversarea poluanților în ape și standarde pentru calitatea apei potabile. „Legea pentru Controlul Substanțelor Toxice” (Toxic Substance Control Act - 1976) și „Legea pentru Conservarea și Recuperarea Resurselor” (Resource Conservation and Recovery Act - 1976) au fost promulgate pentru a supraveghea și controla deșeurile periculoase. După 1980 au fost create programe care alocau fonduri pentru curățarea celor mai contaminate terenuri de depozitare a deșeurilor. Aceste legi, precum și alte câteva legi federale sau statale, au ajutat la limitarea poluării, dar progresele au fost lente și au rămas multe probleme nerezolvate cu privire la zonele cu contaminări severe, din cauza lipsei fondurilor pentru curățare și din cauza problemelor ivite în aplicarea legilor.
Înțelegerile internaționale au jucat un rol important în reducerea poluării globale. Protocolul de la Montréal cu privire la Substanțele care Distrug Stratul de Ozon (1987) a fixat date internaționale până la care să fie reduse emisiile de substanțe chimice, cum ar fi CFC, despre care se știe că distruge stratul de ozon. Convenția Basel pentru Controlul Transporturilor Internaționale ale Deșeurilor Periculoase și Depozitarea Lor (1989) servește ca punct de reper pentru reglementările internaționale ce se ocupă de transportarea deșeurilor periculoase și depozitarea lor.
Din anul 1992 reprezentanții a mai mult de 160 de țări s-au întâlnit în mod regulat pentru a discuta despre metodele de reducere a emisiilor de substanțe poluante care produc efectul de seră. În 1997 a fost realizat Protocolul de la Kyõto, chemând celelalte țări să adere la el pentru a reduce până în anul 2012 emisiile de gaze cu 5% sub nivelul din 1990. Până la sfârșitul anului 2000 Protocolul de la Kyõto nu fusese încă ratificat de mai multe țări; negociatorii încercau încă să ajungă la un consens în legătură cu regulile, metodele și penalitățile care ar trebui să fie folosite pentru a aplica tratatul.
Regulamentul și legislația au dus la un considerabil progres în diminuarea poluării aerului și apelor în țările dezvoltate. Vehiculele din 1990 emit mai puțini oxizi de azot decât cele din 1970; centralele electrice ard acum mai puțini combustibili pe bază de sulf; coșurile industriale au acum filtre prin care se reduc emisiile și nu se mai folosește benzină cu plumb. Țările în curs de dezvoltare continuă să se lupte cu poluarea fiindcă nu au tehnologii pentru filtrare și curățare și trebuie să își mărească puterea economică, de cele mai multe ori cu costul poluării mediului. Problema este că țările în curs de dezvoltare atrag investitorii străini prin forța de muncă mai ieftină, materiale brute mai ieftine și mai puține restricții pentru substanțe poluante. Maquiladoras, uzine de asamblare de-a lungul graniței dintre S.U.A. și Mexic, pe partea mexicană, creează industrie și locuri de muncă pentru Mexic dar majoritatea lor aparțin unor corporații non-mexicane care au fost atrase de forța de muncă ieftină și de lipsa legilor cu privire la poluanți. Ca rezultat, această regiune de graniță, incluzând Rio Grande este una din cele mai poluate zone din America de Nord. Pentru a se evita dezastrele ecologice și sărăcia, țările în curs de dezvoltare necesită ajutor și tehnologie de la țările și corporațiile străine, participarea comunității în inițiativele de dezvoltare și crearea de reglementări mai aspre cu privire la poluare.
Grupuri nonguvernamentale s-au format la nivel local, național și internațional pentru a combate problemele create de poluare din toată lumea. Multe din aceste organizații răspândesc informații și ajută oameni și alte organizații, care nu sunt implicate în procesul luării deciziilor. Rețeaua Acțiunii Pesticidelor răspândește informații tehnice cu privire la efectele pesticidelor asupra agricultorilor care le folosesc. O mișcare bine organizată de justiție pentru mediu s-a ridicat pentru a pleda pentru protecția echitabilă a mediului înconjurător. Greenpeace este o organizație activistă care concentrează atenția internațională asupra industriilor și guvernelor care contaminează terenul, apele sau atmosfera cu deșeuri toxice.

## Poluarea în România
În perioada 2008 - 2012, aproximativ 300 de instalații din România au avut dreptul să emită un total de 379,7 milioane de tone de emisii de gaze cu efect de seră, respectiv 75,9 milioane tone anual.
România are un disponibil minim pentru comercializarea AAU-urilor (Assigned Amount Units - Unități ale Cantității Atribuite) de 60 milioane tone CO2 echivalent, anual, în perioada 2008-2012, pentru care ar putea încasa până la 2 miliarde euro
(1 miliard de euro după alte estimări).
În anul 2010, statul român acorda în mod gratuit aceste certificate pentru 219 companii poluatoare de pe teritoriul țării, în majoritatea lor cu capital de stat.
Scopul era de a ajuta acești poluatori să investească în ecologizare.
Aceste companii au posibilitatea să vândă certificatele direct altor poluatori, români sau străini, cu capacitate mai mare de producție, să le listeze la bursele specializate sau să le vândă unor intermediari.
În anul 2012, România înregistra 14.497 de decese - 73 de morți la 100.000 de locuitori - provocate de poluarea aerului cu particule fine.